# Aulus Postumius Albus Regillensis (consul in 496 v.Chr.)

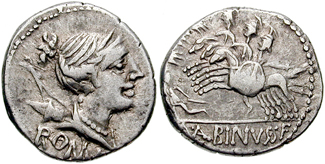

Aulus Postumius Albus Regillensis was een consul en dictator in de 5e eeuw v.Chr..
Hij was de vader van Spurius Postumius Albus Regillensis (consul in 466 v.Chr. et decemvir in 451 v.Chr.) en Aulus Postumius Albus Regillensis (consul in 464 v.Chr.).
In 499 v.Chr., werd hij aangesteld als dictator om het leger van de Latijnen onder aanvoering van Octavius Mamilius en Tarquinius Superbus het hoofd te bieden. Hij nam als zijn magister equitum een van de consuls van dat jaar, Titus Aebutius Helva. Hij bood de Latijnse bondgenoten van de Tarquinii het hoofd bij het Meer van Regillus. Om deze door beide partijen hardnekkig bevochten slag te winnen, zwoer hij een tempel te wijden aan de godheid die de Romeinen de overwinning zou schenken. Volgens Titus Livius was deze bede aan Castor, een van de Dioskouren gericht. De overwinning die de Romeinen met zware verliezen wonnen leverde hem de bijnaam Regillensis (naar de Sabijnse stad Regillum waar de overwinning werd behaald), en een triomftocht in Rome op. De beloofde tempel van Castor en Pollux werd in 484 v.Chr. door zijn zoon ingewijd..
In 496 v.Chr. was hij consul geweest.. Livius merkt op dat volgens sommige auteurs het dit jaar was waarin de Slag bij het Meer van Regillus plaatsvond en Aulus Postumius Albus had zijn consulaat had moeten abdiceren en vervolgens was benoemd als dictator. Dionysius van Halicarnassus is een van deze auteurs.

## Antieke bronnen
- (grc)  Dionysius van Halicarnassus, Rhomaike Archaiologia VI 1-21.
- (la)  Titus Livius, Ab Urbe Condita 19-21, 42.
- (la)  Marcus Tullius Cicero, De Natura Deorum II 2, III 5.
- (la)  Valerius Maximus, Facta et dicta memorabilia I 8 § 1.